# Wielgie Milickie
Wielgie Milickie – wieś w Polsce położona w województwie dolnośląskim, w powiecie milickim, w gminie Milicz.

## Podział administracyjny
W latach 1975–1998 miejscowość administracyjnie należała do województwa wrocławskiego.

## Nazwa
Przed II wojną światową nosiła niem. nazwę Wielgy, zmienioną w roku 1936 na Weidendorf. Wieś należała wówczas administracyjnie do okręgu (Kreis) Groß Wartenberg (Syców), niekiedy do dziś więc jest nazywana Wielgie Sycowskie.

## Zabytki
Do wojewódzkiego rejestru zabytków wpisana jest:
- zagroda nr 1:
  - dom, z 1893 r.
  - dom, z pierwszej ćwierci XX w.
  - stajnia i obora, z czwartej ćwierci XIX w.
  - chlewnia i kurnik, z czwartej ćwierci XIX w.
  - stodoła, z czwartej ćwierci XIX w.